# Zatrasie

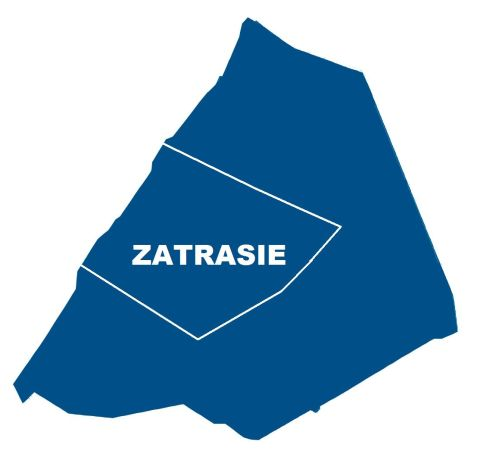
Obszar MSI Sady Żoliborskie z zaznaczonym Zatrasiem

Zatrasie – osiedle Warszawskiej Spółdzielni Mieszkaniowej w dzielnicy Żoliborz w Warszawie, znajdujące się między ulicami: Przasnyską, Krasińskiego, Broniewskiego i Elbląską.

## Opis
Osiedle powstało w miejscu zbudowanej w latach 20. XX w. kolonii Kościuszki (według innego źródła kolonii Kościuszkowskiej), składającej się z 16 piętrowych dwu- i czterorodzinnych domów w tzw. stylu dworkowym. Była to inwestycja miasta. Kolonia spłonęła w czasie powstania warszawskiego i nie została odbudowana.
Osiedle w stylu powojennego modernizmu zbudowano w latach 1962–1968 według projektu Jacka Nowickiego (syna Mariana Nowickiego) we współpracy z Wacławem Materskim, Jerzym Osuchowskim, Tadeuszem Fiećko i architekt krajobrazu Wandą Staniewicz. Z kolei za projekt konstruktorski odpowiadał zespół Andrzeja Wadowskiego we współpracy z Sewerynem Haulerem oraz Aleksandrem Kochem. Kamień węgielny pod budowę osiedla wmurowano 9 maja 1962. Było ono przeznaczone dla 7700 osób.
Było to jedno ze sztandarowych przedsięwzięć architektonicznej realizacji odwilży gomułkowskiej i odrzucenia socrealizmu. Miało kontynuować ideę „jednostek sąsiedzkich“ zgrupowanych wokół zielonych dziedzińców, ale prefabrykacja wymusiła ujednolicenie architektury. Osiedle podzielono na osiem kolonii, w centrum których zaprojektowano place zabaw. Wnętrze osiedla odseparowano od ruchu kołowego. Nowicki zaprojektował cztery typy modułów, tworzących dwa rodzaje wieżowców, długie czteropiętrowe bloki oraz małe bloki na planie krzyża. Bloki miały od 3 do 10 pięter. Charakterystycznym elementem architektonicznym wieżowców są zewnętrzne, kręcone klatki schodowe przeznaczone do ewakuacji podczas pożaru. Do nietypowych cech architektonicznych osiedla należą ogrody umiejscowione przy parterowych mieszkaniach budynków (z terenem podniesionym do pierwszego piętra w części bloków) oraz duże zielone przestrzenie pomiędzy budynkami. Pozostawiono tam kilka drzew ocalałych ze zniszczonej kolonii Kościuszki.
Osiedle było wielokrotnie nagradzane. Już na poziomie opracowania samego projektu, w grudniu 1961 r. Zatrasie otrzymało II Nagrodę Komitetu Budownictwa, Urbanistyki i Architektury. Natomiast w 1966 r. budynek mieszkalny 3-C przy ul. Przasnyskiej 14 otrzymał tytuł „Wicemistera Warszawy”.
W 1969 r. z okazji obchodów 25-lecia PRL na osiedlu umieszczono metaloplastyczne rzeźby Tadeusza Zarzyckiego, prawdopodobnie inspirowane lotem załogi Apollo 11 na księżyc, które na przełomie lat 80. i 90. zniknęły.
W centrum osiedla znajduje się Szkoła Podstawowa nr 92 im. Jana Brzechwy (od listopada 1967 do maja 2004 im. Ernesto Guevary) będąca szkołą-pomnikiem tysiąclecia państwa polskiego. Relief z hasłem Pomnik-Szkoła Tysiąclecia Państwa Polskiego 1965 wykonała Barbara Zbrożyna.
Choć oficjalnie 1968 r. uchodzi za oficjalną datę ukończenia budowy osiedla, to w 1972 r. zrealizowano zgodnie z pierwotną koncepcją tzw. "dom dla twórców" przy ul. Broniewskiego 23. Z kolei na początku lat 80. powstał także budynek siedziby Zarządu Warszawskiej Spółdzielni Mieszkaniowej (WSM) oraz Budokoru (późniejszy Hochtief), natomiast na początku lat 90. w miejscu gdzie początkowo projektowano kino powstał wysoki budynek mieszkalny z oddziałem banku na parterze. Wszystkie te budynki powstały według projektu zespołu Jacka Nowickiego.
Nazwa oznacza położenie za trasą NS (z perspektywy starszych osiedli Żoliborza, zwłaszcza zbudowanych niedługo przedtem Sadów Żoliborskich), której częścią w czasie budowy miała być ulica Broniewskiego.
W 2018 roku obszar układu urbanistycznego Osiedla WSM Zatrasie został ujęty w gminnej ewidencji zabytków (GEZ). W czerwcu 20121 roku WSM złożyła z tego powodu skargę do Wojewódzkiego Sądu Administracyjnego w Warszawie, który w listopadzie zadecydował o wykreśleniu układu urbanistycznego osiedla z GEZ. W październiku 2023 r. Mazowiecki Wojewódzki Konserwator Zabytków wszczął postępowanie administracyjne dotyczące wpisu układu urbanistycznego osiedla WSM Zatrasie do rejestru zabytków.